# ステーキハウスリベラ
ステーキハウス リベラは、プロレス・ボクシング・総合格闘技をテーマにした日本のステーキハウスレストランである。初来日した日本国外のレスラーが東京滞在時に同店を訪れることが、一種の通過儀礼ともされている。

## 歴史

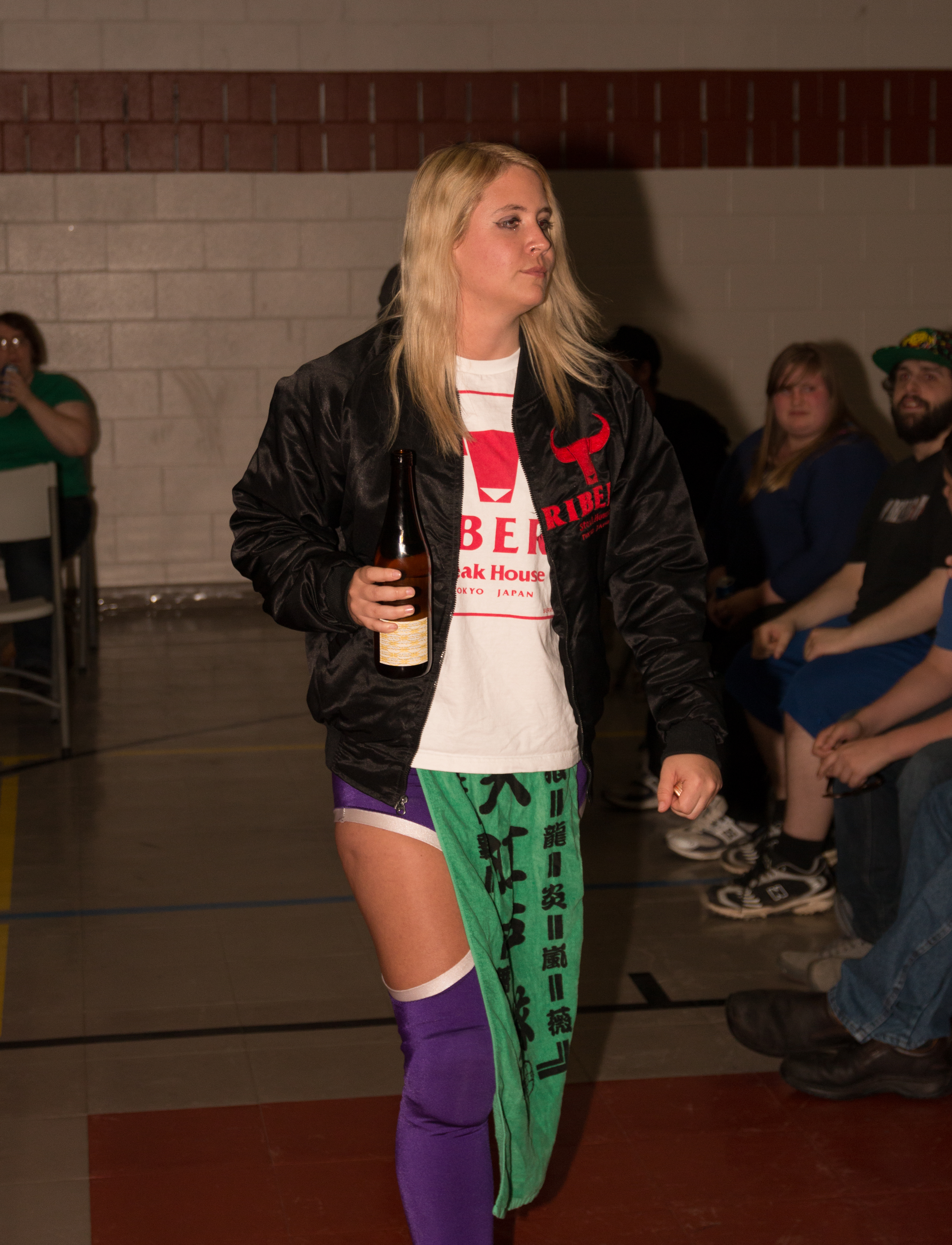
黒サテンのリベラステーキハウスジャケットを着たレスラー、ケイトリン・ダイアモンド

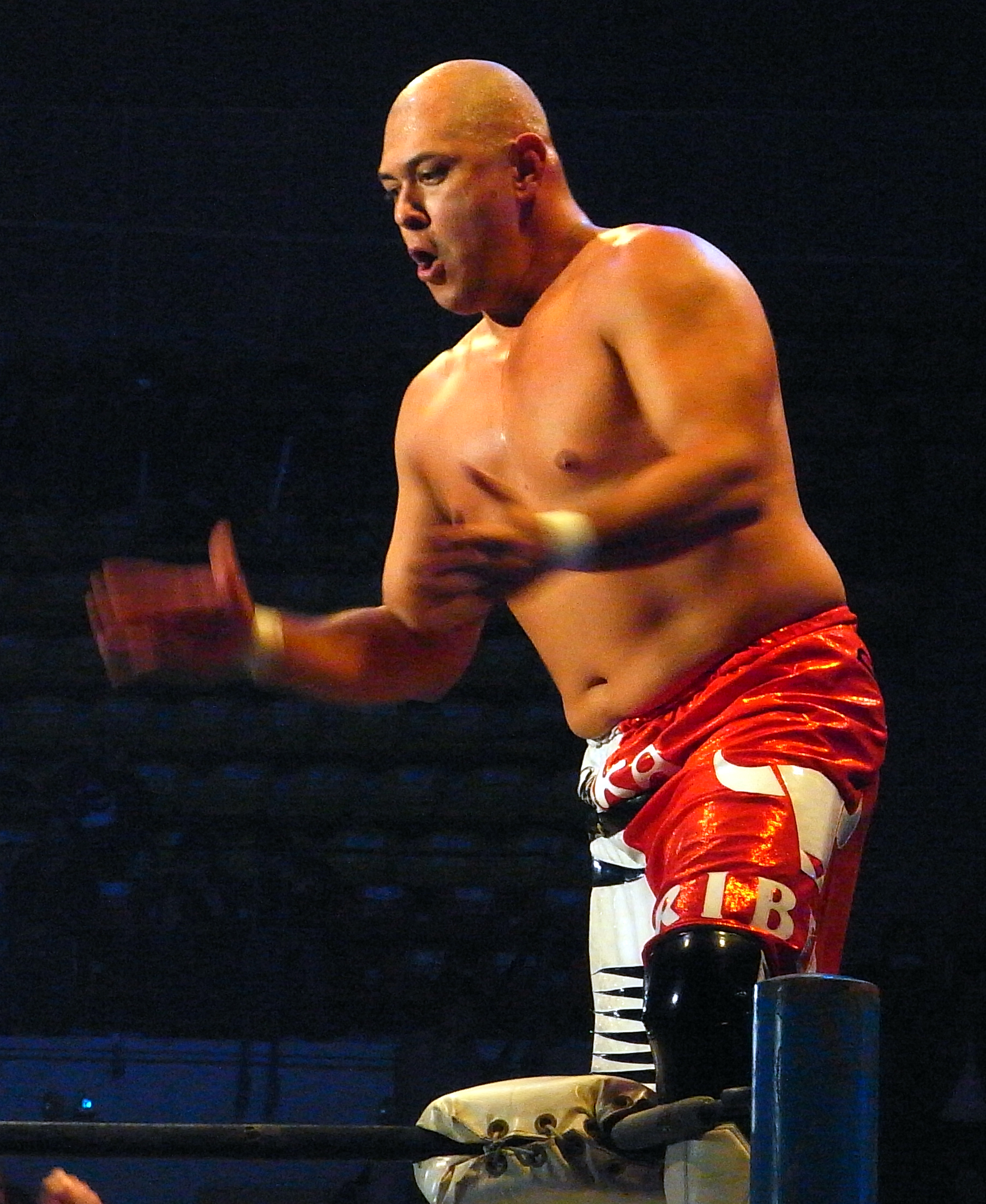
リベラのロゴが施されたコスチュームを着用した太陽ケア

来日経験が豊富なカナダ人プロレスラーであるクリス・ジェリコの著書によると、スタン・ハンセンが1970年代にリベラを「発見」したとしている。しかしハンセン本人によると、当レストランを発見した最初のアメリカ人レスラーはブルーザー・ブロディとしており、店側の証言でもプロレス界に知られる存在となったのは、ブロディの来店がきっかけだとしている。
ブロディは全日本プロレスへの参戦時、宿泊していたホテルでお勧めのステーキハウスを尋ねたところ、この「リベラ」を紹介されてその味を絶賛して常連になったという経緯がある。それ以降はリベラのオリジナルTシャツを着用したり、レスラー仲間達にリベラの来店を勧めたりしていった結果、1970年代後半から1980年代初頭にかけてアメリカ人のプロレスラー達が来日の際、頻繁にリベラへ通い始めるようになった。
店内の壁や天井は、来店記念として撮影したレスラー達の姿を映した写真で覆い尽くされており、レスラー達から進呈されたタイトルベルトやサイン入り色紙、トロフィーなどの記念品も飾られている。
繁盛店へのきっかけを作ってくれたプロレスラー達への敬意と感謝の印として、オーナーが来店した選手にオリジナル特製ジャンパーやTシャツをプレゼントすることもある。ジャンパーはサテン生地で、胸に雄牛のロゴ・背中に雄牛とRIBERAのロゴがデザインされている ロード・ウォリアー・アニマルなどがZubazパンツの上にリベラのジャンパーを着た姿で頻繁にメディアへ登場するようになり、外国人レスラー達の間で更にリベラの知名度が上がって来ると、初来店時に特製ジャンパーを受け取ることが恒例あるいはステータスとなって行く。
カナダで長期間に渡りリングで活躍していたリッキー・フジによれば、海外でリベラ特製ジャンパーを着用することに関して「私はプロレスラーであり日本にも来日したことがあります、という意味合いを持っている」という。

## メニュー
リブロースステーキは1/2ポンド（ハーフサイズ）200g、1ポンド450g、横綱ステーキ640gがある。ヒレステーキは200g、300g、バダ・ハリ450gと、2ポンド900gの「challenger」ステーキがあり、各メニューにはコーンが添えられライスが付いてくる。ヒレステーキ600gの「キヨハラステーキ」・同550gの「魔裟斗ステーキ」など、新メニューも時折追加されている。さらにメニューには載らない裏メニューとして、ロースとヒレが各150gの「ネイチャーステーキ」も存在する。
2号店となる目黒店が東京都目黒区下目黒にあり、五反田店のオーナーの息子である山口敏彦が運営している。メニューの種類や価格は一部を除いて、五反田店と共通である。

### 注
1. ↑  元々は第64代横綱・曙太郎のリクエストで生まれたメニューで、重量は「64」という数字にちなんでいる。
2. ↑  来日してリベラを訪れる際には必ずバダ・ハリが注文するステーキのため、それに因んだ名前が付けられている。
3. ↑  以前は同じヒレ2ポンド900gの「高橋真麻ステーキ」があったが、現在は変更されている。高橋は父の高橋英樹と共にリベラの常連でファンだという。
4. ↑  発案者は寺門ジモン。